# Torpedo torpedo
Espèce
Synonymes
- Raja torpedo Linnaeus 1758
- Torpedo ocellata Rafinesque, 1810,

Statut de conservation UICN

 DD  : Données insuffisantes
La torpille ocellée (Torpedo torpedo) est une espèce de poissons marins de la famille des Torpedinidae. Cette famille est notamment célèbre pour la capacité de ses membres de produire des décharges électriques pour se défendre et pour chasser. Ces décharges sont produites grâce à des cellules spécialisées appelées des électrocytes (qui dérivent de cellules musculaires type myocytes). Ces décharges peuvent dépasser les 200 volts. Pour cette espèce, ces chiffres ne sont par contre pas atteints, elle reste dans une plage plus modeste inférieure à 100 volts.

## Description brève

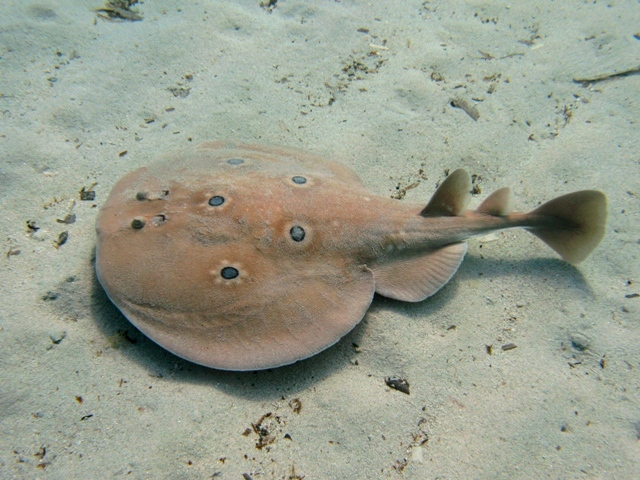
Torpille ocellé dans son biotope naturel en Mer Méditerranée.

Les torpilles sont des raies avec une partie postérieure en forme de disque quasi parfait, suivie d'un disque non parfait et d'une nageoire caudale. Les deux dernières parties portent les deux nageoires dorsales, qui sont donc assez en arrière du corps.
Cette espèce se distingue des autres torpilles surtout par son fond beige à marronâtre non homogène sur la face dorsale, ses multiples tâches blanchâtres, et surtout 5 taches très caractéristiques, formées d'un centre arrondi bleu entouré d'une bande noire, puis d'un espace brun avant d'arriver à une auréole externe brun foncé,,.

## Distribution
Elle est répandue en mer Méditerranée et dans l'est de l'océan Atlantique, du Golfe de Gascogne à l'Angola. On la retrouverait surtout dans les zones d'eaux tropicales.

Ce poisson, comme la plupart des autres membres de cette famille, a une écologie benthique et côtière. Il évolue donc dans des profondeurs qui n'excèdent pas quelques dizaines de mètres de fond. Les fonds sablo-vaseux sont ceux préférés.

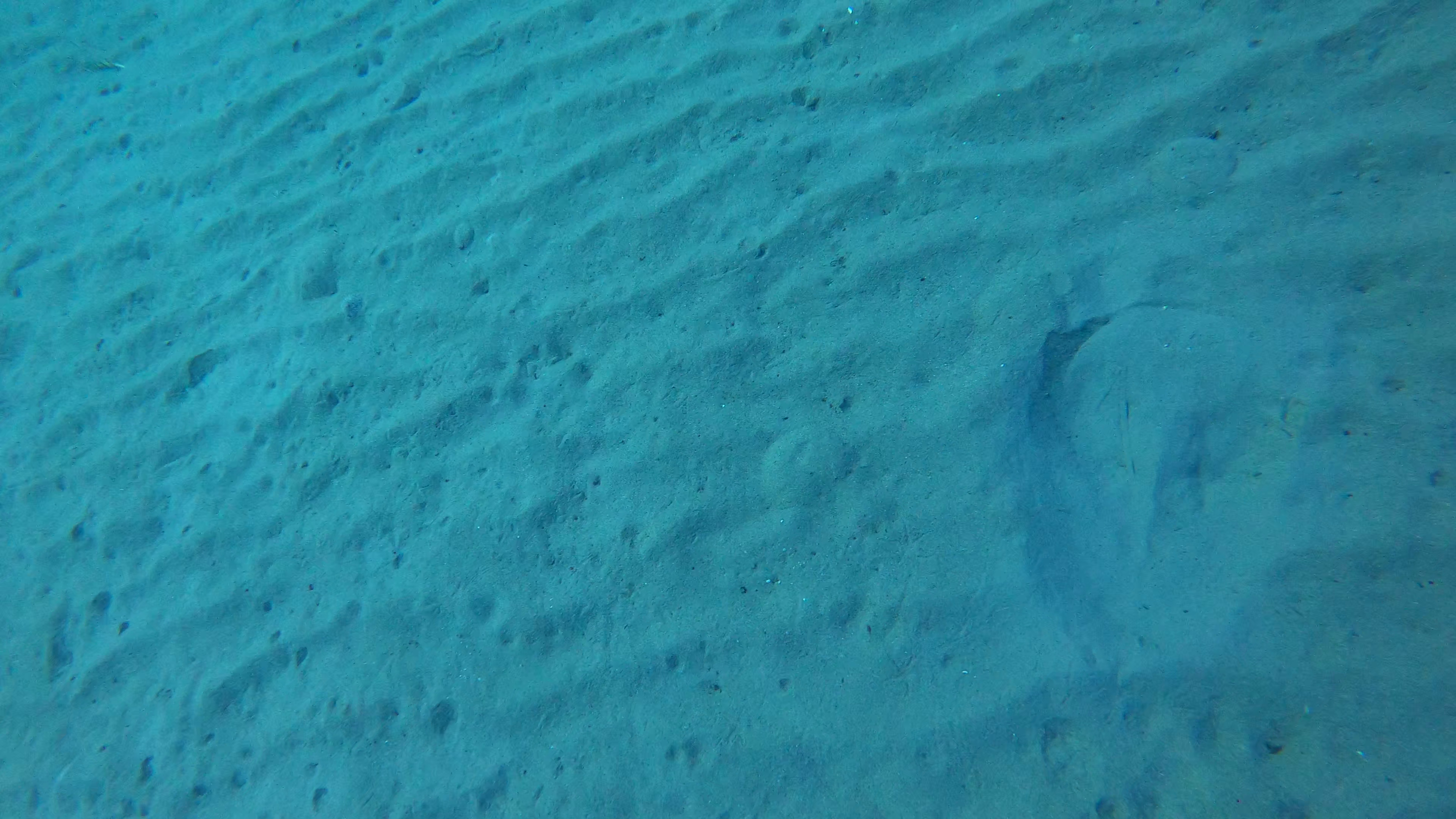
La torpille ocellée est presque invisible lorsqu'elle est ensablée.

Sa zone de répartition chevauche à minima celle de la torpille marbrée (Torpedo marmorata) et celle de la torpille rosette (Torpedo bauchotae).

## Intérêts et conservation
Cette espèce est assez peu recherchée pour la consommation ou pour d'autres usages. Elle est plutôt crainte par les populations côtières et les pêcheurs qui conservent des histoires parfois exagérées de rencontres périlleuses et douloureuses.
Bien que l'UICN considère encore en Août 2021 que les données sont insuffisantes pour statuer sur le statut de conservation de cette espèce et sur la tendance globale populationnelle, il est à penser que la population soit mondialement en baisse douce, voire en baisse moyenne.